# Cotorra de les Chatham
Cyanoramphus forbesi és una espècie d'ocell de la família dels psitàcids que habita els boscos de les illes Chatham, al sud-est de Nova Zelanda.